# Victoire de la révélation du groupe
La Victoire de la révélation du groupe de l'année est une ancienne récompense musicale française décernée annuellement lors des Victoires de la musique entre 1994 et 1996. Elle venait primer le meilleur groupe de musique révélé durant l'année, selon les critères d'un collège de professionnels.

## Palmarès
- 1994 : Native[1]
- 1995 : Sinclair
- 1996 : Alliance Ethnik[1]